# 이동주 (1972년)
이동주(李東洲, 1972년 9월 4일~)은 대한민국의 정치인이다.
2000년부터 10여년 간 치킨 가게, 구두세탁소, 분식집 등을 운영하였으며 한국중소상인자영업자총연합회 부회장을 지냈다.
제21대 국회의원 선거 더불어시민당 비례대표 국회의원 당선자이다.

## 학력
- 중동고등학교 졸업
- 인천대학교 법학 휴학

## 경력
- 2008.01~2014.02: 전국중소유통상인협회 정책기획실장
- 2014.02~2020.03: 한국중소상인자영업자총연합회 상임부회장
- 2020년 4월 15일: 대한민국 제21대 국회의원 선거 당선(비례대표, 더불어시민당, 초선)
- 2020.06~: 더불어민주당 을지키는민생실천위원회 위원
- 2020.06~2020.07: 더불어민주당 코로나19 국난극복위원회 일자리고용TF 위원
- 2020.07~2020.09: 더불어민주당 코로나19 국난극복상황실 민생일자리TF 간사
- 2021.01~: 더불어민주당 대외협력위원회 부위원장
- 2021.08~2022.09: 더불어민주당 소상공인특별위원회 위원장
- 2022.03~2023.05: 더불어민주당 원내부대표(민생)
- 2022.09~2024.05: 더불어민주당 소상공인위원회 위원장
- 2022.10~2024.08: 더불어민주당 인천광역시당 소상공인위원회 위원장
- 2023.10~2024.05: 더불어민주당 원내부대표
- 2023.12~2024.03: 제22대 국회의원 선거 인천 부평구 을 더불어민주당 국회의원 예비후보

### 의정 활동
- 2020.05~2024.05: 제21대 국회의원 (비례대표, 더불어시민당→더불어민주당,  초선)
  - 2020.06~2022.05: 제21대 국회 전반기 산업통상자원중소벤처기업위원회 위원
  - 2022.04~2023.05: 제21대 국회 전·후반기 국회운영위원회 위원
  - 2022.07~2024.05: 제21대 국회 후반기 산업통상자원중소벤처기업위원회 위원
  - 2022.07~2022.10: 제21대 국회 민생경제안정 특별위원회 위원
  - 2023.06~2024.05: 제21대 국회 후반기 여성가족위원회 위원
  - 2023.10~2024.05: 제21대 국회 후반기 국회운영위원회 위원

## 수상
- 2020.12.: 2020 지식재산 우수의정 활동상
- 2020.11.: 2020 더불어민주당 국정감사 우수의원상
- 2021.11.: 2021 더불어민주당 국정감사 우수의원상
- 2021.12.: 2021 국회의원 아름다운 말 선플상
- 2021.12.: 2021 지식재산 우수의정 활동상
- 2021.12.: 2021 소상공인연합회 초정대상

## 역대 선거 결과
| 실시년도 | 선거   | 대수 | 직책     | 선거구   | 정당         | 득표수      | 득표율          | 순위         | 당락 | 비고 |
| -------- | ------ | ---- | -------- | -------- | ------------ | ----------- | --------------- | ------------ | ---- | ---- |
| 2020년   | 총선   | 21대 | 국회의원 | 비례대표 | 더불어시민당 | 9,307,112표 | \| \| 33.35% \| | 비례대표 4번 |      | 초선 |
|          | 33.35% |      |          |          |              |             |                 |              |      |      |

## 소속 정당
| 소속 정당 | 소속 정당      | 소속 기간 | 비고      |
| --------- | -------------- | --------- | --------- |
|           | 더불어시민당   | 2020      | 정계 입문 |
|           | 더불어민주당   | 2020~2024 | 합당      |
|           | 무소속         | 2024      | 탈당      |
|           | 더불어민주연합 | 2024      | 입당      |
|           | 더불어민주당   | 2024~현재 | 합당      |

## 같이 보기
- 대한민국 제21대 국회의원 선거 더불어시민당 후보 목록#비례대표